# Tipula (Eumicrotipula) fraudulenta
Tipula (Eumicrotipula) fraudulenta is een tweevleugelige uit de familie langpootmuggen (Tipulidae). De soort komt voor in het Neotropisch gebied.